# Girolamo Fracastoro
Girolamo Fracastoro, connu également sous son nom de plume latinisé Hieronymus Fracastorius ou encore sous son nom francisé de Jérôme Fracastor (né en 1478 ou 1483 à Vérone et mort à Affi le 6 août 1553), est un médecin, philosophe, poète et humaniste italien.
Il est principalement célèbre pour sa théorie sur la propagation des maladies infectieuses. C'est de l'un de ses poèmes que la syphilis tient son nom.

## Biographie

### Origine et formation
Fracastoro nait à Vérone au sein d'une famille ayant joué un rôle important dans l'histoire de la ville, mais non anoblie. Sa famille est en rapport avec la noblesse de Venise, et elle prospère depuis plusieurs générations, surtout depuis 1405 lorsque Vérone s'est placée sous  la protection de la république de Venise. 
Girolamo Fracastoro passe son enfance dans la propriété familiale à Affi près du lac de Garde à une vingtaine de kilomètres de Vérone.
Il étudie le droit à Bologne avant de rejoindre l'université de Padoue où il rencontre l'astronome Nicolas Copernic. À Padoue il étudie les mathématiques, la philosophie et la médecine et une fois diplômé en 1502, il reste au moins un an à l'Université comme professeur de logique et assistant d'anatomie. Il retourne ensuite à Vérone où il est membre du Collège des médecins de la ville en 1505 en pratiquant la médecine avec beaucoup de succès,.

### Carrière
En 1509, Venise est en guerre contre la ligue de Cambrai. L'université de Padoue est fermée. Fracastoro, comme d'autres universitaires, s'attache au condottiere Bartolomeo d'Alviano , principal espoir de beaucoup de vénitiens. En mai 1509, d'Alviano est battu et capturé à la bataille d'Agnadel. Vérone, abandonnée par Venise, est occupée par des troupes allemandes, espagnoles et suisses. La ville est dévastée par les pillages, la famine et la peste.
En 1510, Fracastoro se réfugie à Affi, puis à Malcasine sur le lac de Garde, où il se crée un paradis privé, propice à l'étude et à l'inspiration poétique. De là, il maintient un large cercle d'amis et de correspondants.
Il devient le médecin personnel de celui qui sera en 1536 le pape Paul III, Charles Quint le consulte en 1535, ainsi que le médecin Jean Fernel au sujet de la stérilité de Catherine de Médicis. Toujours comme médecin, il assiste au concile de Trente qu'il fait déplacer à Bologne à cause de l'épidémie de peste qui sévit, mais surtout à l'avantage de Paul III et au détriment de Charles Quint.
Il meurt le 8 août 1553 des suites d'une attaque dans la maison de son enfance près du lac de Garde. Deux ans plus tard, la ville de Vérone lui rend hommage en édifiant une statue.

## Travaux

### Médecine
Il s'intéresse à une maladie sexuellement transmissible qui fait des ravages en Europe, la syphilis. Au XVIe siècle, cette maladie porte différents noms selon les régions, qui ont chacun pour objectif de rejeter la faute sur son voisin. Ainsi, elle est connue comme la maladie espagnole, la gale napolitaine ou encore la vérole française. À partir du XVIIe siècle, le terme de maladie vénérienne est utilisée et le terme de syphilis n'est quant à lui largement utilisé qu'à partir du XIXe siècle. Fracastoro fait la synthèse de ses travaux dans Syphilis Sive Morbus Gallicus (Syphilis, ou la maladie française) écrit en 1521 et qui est publié en 1530. Écrit sous forme de poèmes et composé de trois livres, Fracastoro présente dans le premier tome l'apparition de la maladie et les troubles qu'elle cause, dans le deuxième les traitements possibles et l'étude du cas d'un homme qui aurait trouvé un remède par des bains de mercure et enfin le troisième tome est un conte allégorique où un beau berger du nom de Syphilis (qui en grec signifie un « don d'amitié réciproque ») se voit atteint d'une maladie le rendant hideux après avoir mis en colère le dieu du Soleil Apollon. Mais finalement, ce dernier est guéri par le bois de gaïac, nouveau médicament révélé,.

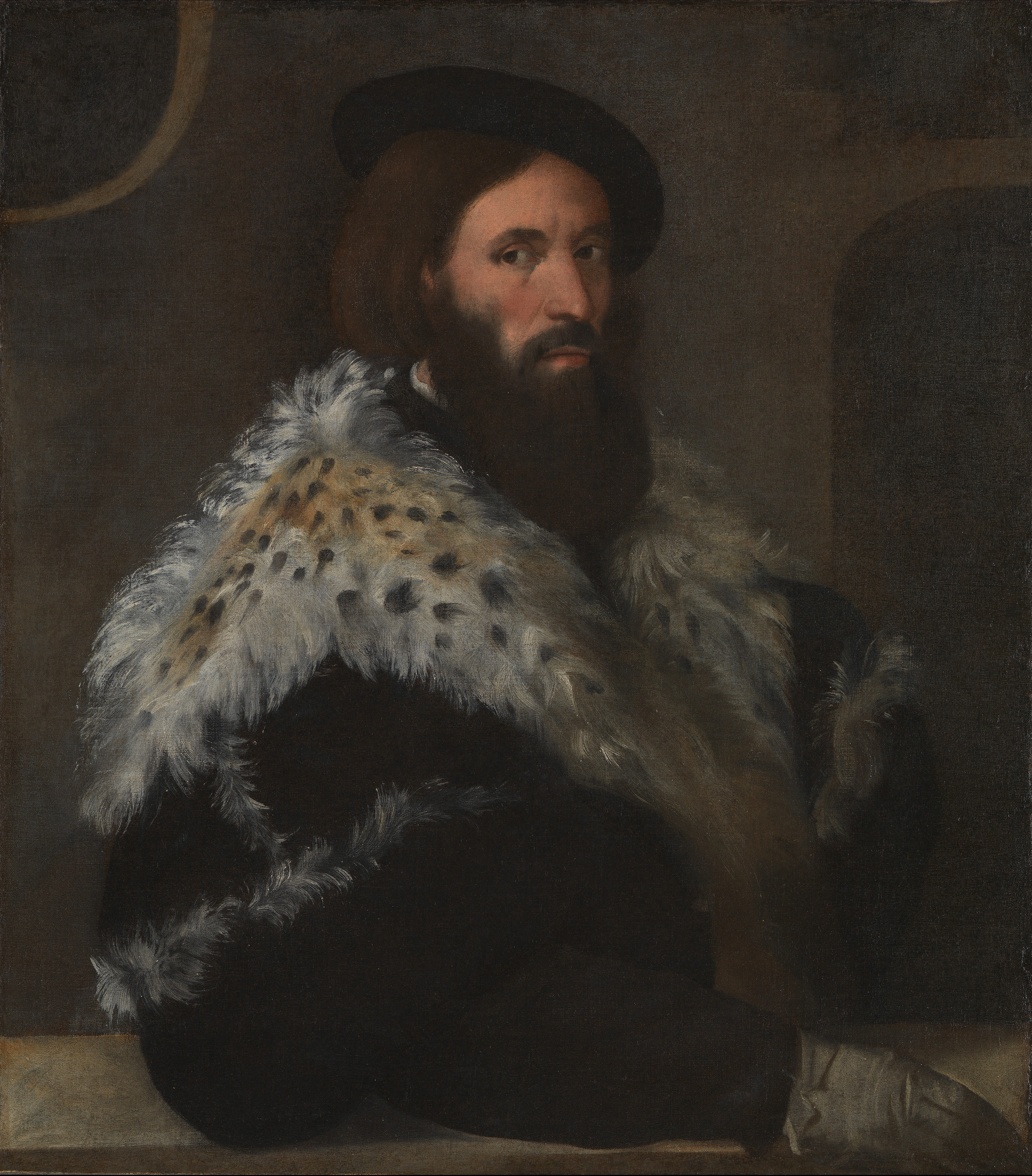
Portrait par Le Titien.

Son ouvrage De Contagione et Contagiosis Morbis (De la contagion et des maladies infectieuses) parait en 1546. Il y étudie plusieurs maladies et présente le diascordium, préparation à base de scordium.

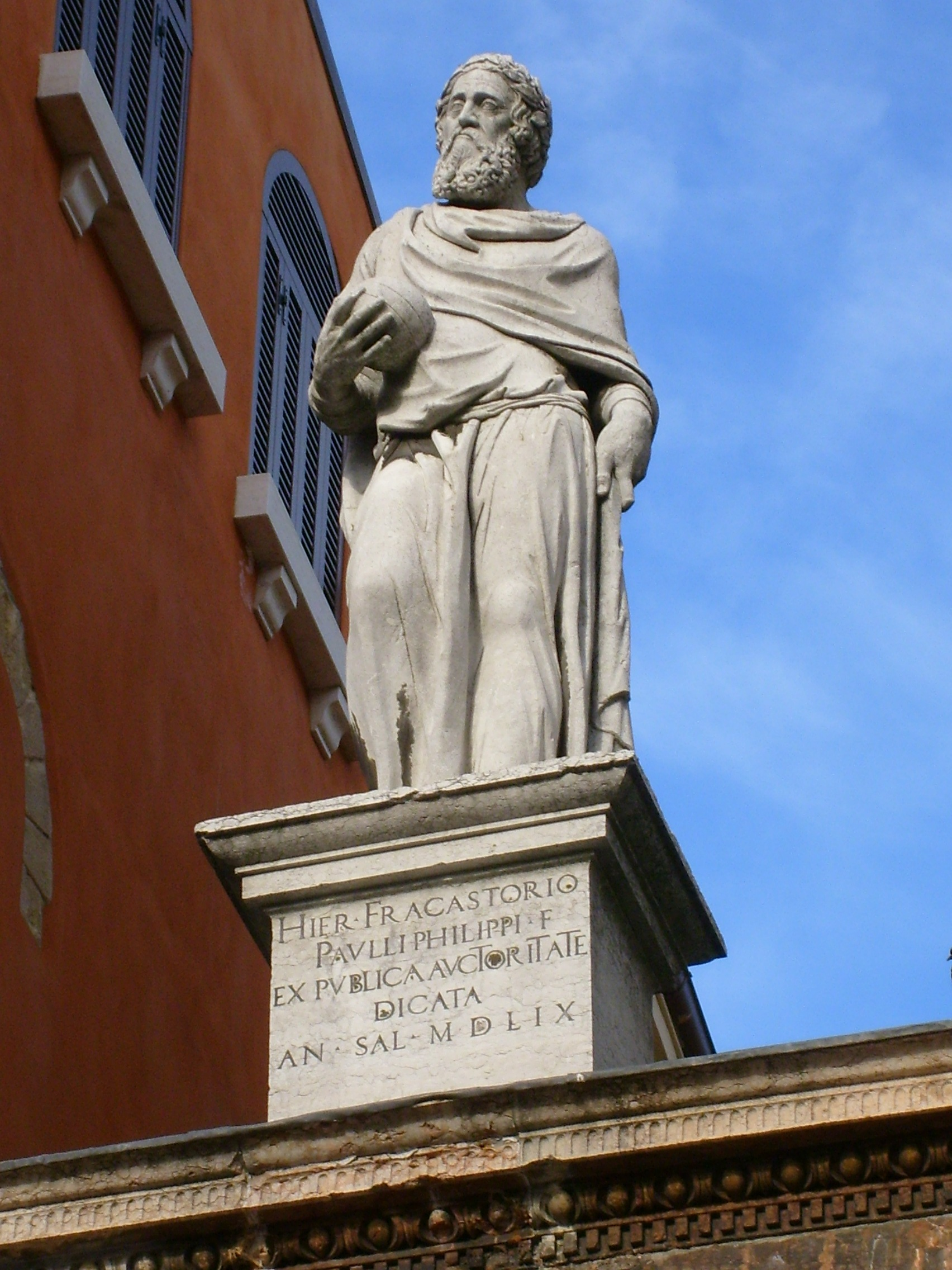
Statue de Fracastoro édifiée par la ville de Vérone deux ans après sa mort.

Se basant sur l'étude de diverses maladies comme la syphilis, la tuberculose, la lèpre ou encore la gale, il propose une théorie sur la contagion, la théorie du contagium vivum basée sur l'observation et le raisonnement mais sans aucune preuve scientifique à cette époque. Selon cette théorie, les maladies infectieuses se propagent via des organismes vivants (des seminaria contigionis). Pour passer d'un individu à l'autre les seminaria contigionis doivent être petits (à tel point qu'ils sont invisibles à l'œil nu) et pouvoir se reproduire. Il propose trois modes de transmissions selon les maladies, :
- direct : où les individus infectés par les seminaria contigionis entrent en contact direct avec des personnes saines ;
- indirect : où les seminaria contigionis ont comme support l'air et divers objets qui entrent en contact avec les individus, comme c'est le cas de la tuberculose ;
- à distance : où les seminaria contigionis seraient attirés par les humeurs de certains individus. Par humeur, il faut comprendre les prédispositions génétiques[réf. nécessaire] car il avait remarqué que certaines personnes d'une même famille étaient atteintes de la même maladie sur plusieurs générations et au même âge.

Bien qu'ayant utilisé un instrument optique de grossissement en 1539, il ne put confirmer ou infirmer scientifiquement l'existence réelle des seminaria contigionis, car à cette époque les instruments étaient encore rudimentaires. Donc cette vision totalement abstraite, théorique, ne sera pas marquante de l'époque, car allant à l'encontre de la théorie de la génération spontanée, cette dernière ayant pour fondement la médecine hippocratique, qui dominait largement. Ce n'est qu'avec l'invention du microscope optique et son utilisation en biologie par Antoni van Leeuwenhoek que les micro-organismes (alors appelés animalcules) ont été observés, confirmant ainsi l'intuition de Fracastor, mais également celle de Ibn al-Khatib deux siècles plus tôt, et les résultats expérimentaux de Louis Pasteur. Les travaux de ces trois hommes ont posé les bases de l'épidémiologie,.
Ses travaux l'amènent à donner des conseils de santé publique dans De Contagione et Contagiosis Morbis, tels qu'être « dans une maison propre et aérée, pas trop chaude pour que les pores de la peau ne s’ouvrent pas trop ». Cette notion de chaleur est interprétée faussement en perpétuant l'idée que la toilette à l'eau chaude favorisait l'entrée des miasmes dans le corps par la dilatation des pores sous l'effet de la chaleur.

### Astronomie
Il s'intéresse également à l'astronomie et est l'auteur en 1538 de Homocentricorum Sive De Stellis Liber (Homocentricité, ou le livre des étoiles), dans lequel il développe un vaste système de 77 ou 79 sphères homocentriques (théorie initiée par Eudoxe de Cnide avec beaucoup moins de sphères). Ce modèle n'est pas aussi révolutionnaire que celui de Nicolas Copernic dans son ouvrage Des révolutions des sphères célestes qui initie l'héliocentrisme. Il observe, indépendamment de l'astronome allemand Petrus Apianus, que la queue des comètes est orientée à l'opposé du Soleil, mettant ainsi en évidence l'effet des vents solaires. 

## Œuvres

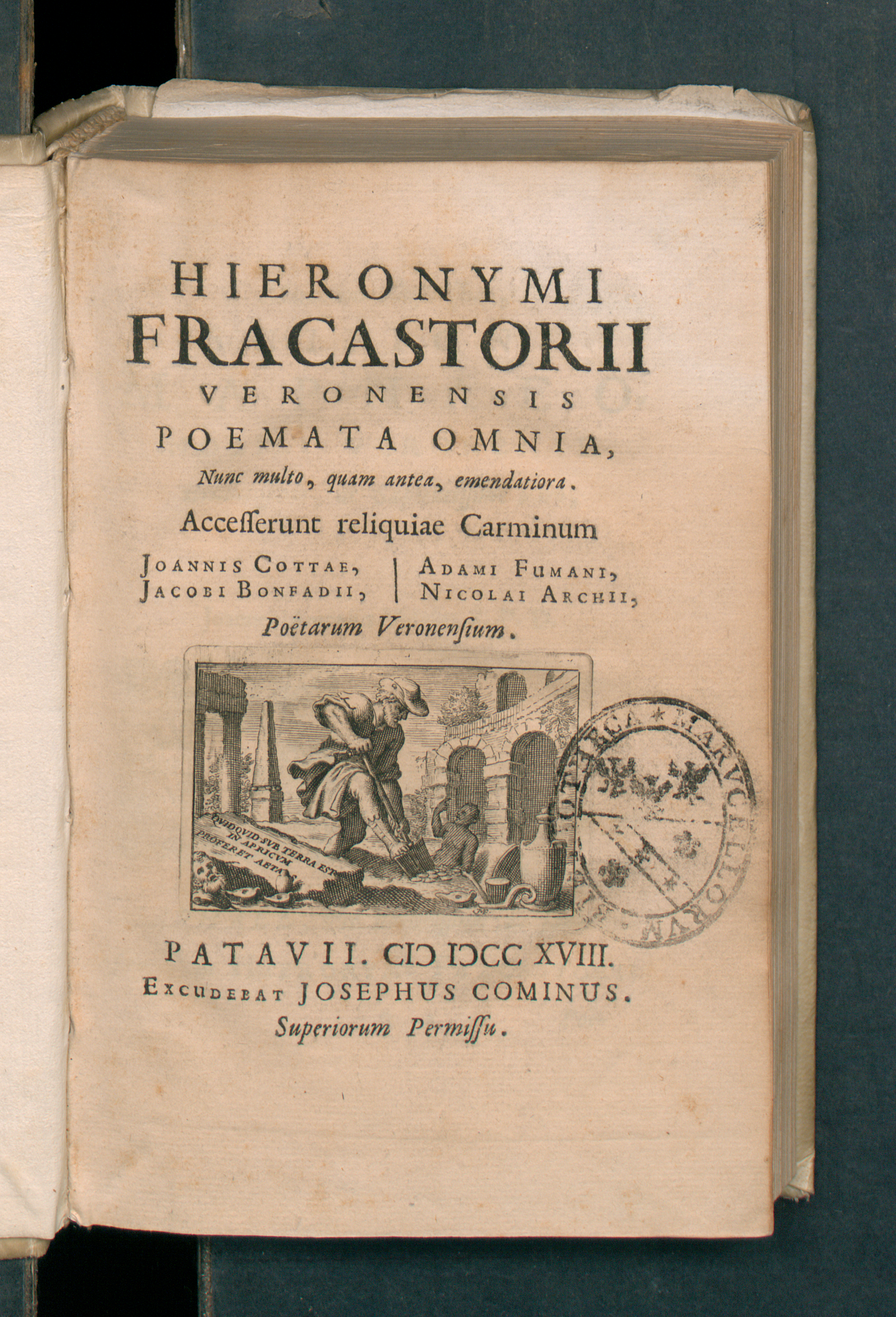
Poemata omnia, 1718

- (la) Syphilidis, sive Morbi Gallici (1530) et traduit dans plusieurs langues, notamment en français en 1753 par Philippe Macquer et Jacques Lacombe. (Le poème de 1840 de Barthelémy n'est pas une adaptation en vers de celui de Fracastor, mais un poème original, ayant le même sujet.)
- (la) Di Vini Temperatura (1534)..
- (la) Homocentricorum sive de Stellis, de Causis Criticorum Dierum Libellus (1535)
- (la) Homocentrica (1538).
- (la) De Contagione et Contagiosis Morbis (1546).
- (la) De sympathia et antipathia rerum (1546).
- (la) Syphilis sive de morbo gallico (1539, poème).
- (la) Opera omnia : quorum nomina sequens pagina plenius indicat, [Reprod.], apud juntas (Venetiis), (1584), lire en ligne sur Gallica.
- (la) Operum pars prior [philosophica & medica continens quorum elenchum pagina sequens indicat] (1591).

Il avait aussi entrepris un poème latin en trois chants sur Joseph, qui est resté inachevé. Francesco Luigini a ajouté un troisieme chant au poème. Luigi, son frère, le publia en 1569 à Venise, avec une préface, et il a été réimprimé dans l’édition des œuvres de Frascatoro, donnée par Volpi, Padoue, 1739, in-4°.
- Les Trois livres de Jérôme Fracastor sur la contagion, les maladies contagieuses et leur traitement. Paris : Société d'éditions scientifiques. 1893.

Ses Œuvres complètes ont été publiées à Venise, 1555.
Ses Poésies latines ont paru à part, Padoue, 1728 : on y remarque un poème De cura canum venaticorum.
Le célèbre biologiste américain Stephen Jay Gould, lui a consacré l'un de ses articles, dans lequel il confesse que Girolamo Fracastoro est l'un de ses auteurs favoris.